# Terry Schneider
Terry Schneider is een professioneel Amerikaans triatlete. Ze eindigde bij verschillende Ironmans in de top tien. In totaal we ze dertien jaar actief als triatlete waarvan negen jaar als professional.
Op 10-jarige leeftijd begon ze met hardlopen. In 1990 behaalde ze haar beste prestatie van haar sportieve loopbaan door derde te worden op de Ironman Hawaï. Met een tijd van 10:00.34 eindigde ze achter de Nieuw-Zeelandse Erin Baker (goud; 9:13.42) en de Zimbabwaanse Paula Newby-Fraser (zilver; 9:20.01).
Naast triatleet is ze werkzaam als triatloncoach.

## Belangrijke prestaties

### triatlon
- 1987: 10e Ironman Hawaï - 10:25.28
- 1988: 6e Ironman Hawaï - 9:58.49
- 1990:  Ironman Hawaï - 10:00.34
- 1991: 8e Ironman Hawaï - 9:49.49
- 1992: 4e Ironman Hawaï - 9:29.05
- 1992:  Hele triatlon van Nice - 9:09.18
- 1993: 8e Ironman Hawaï - 9:34.15
- 1994: 13e Ironman Hawaï - 10:08.12
- 1994: 4e Escape From Alcatraz
- 1994: 7e Wildflower
- 1995: 12e Ironman Hawaï - 10:19.35
- 1996: 4e  Ironman Australia - 9:58.01
- 2003: ?e Wild River 50 mile race - 9:39.50